# 피카소 미술관 (바르셀로나)

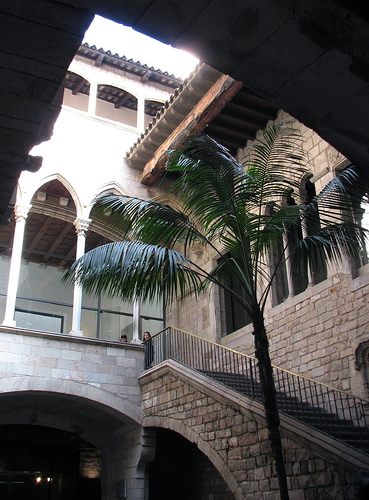
피카소 미술관

피카소 미술관(카탈루냐어: Museu Picasso)은 스페인 바르셀로나에 위치한 미술관이다.

## 같이 보기
- 피카소 미술관 (파리)
- 피카소 미술관 (말라가)